# Rusko (Środa Śląska)
Pour les articles homonymes, voir Rusko (homonymie).
Rusko est une localité polonaise de la gmina de Malczyce, située dans le powiat de Środa Śląska en voïvodie de Basse-Silésie.

## Histoire
De 1816 à 1945, Rauße fait partie de l'arrondissement de Neumarkt dans le district de Breslau au sein de la province de Silésie.